# Strada statale 1 racc Raccordo di La Spezia
La strada statale 1 racc Raccordo di La Spezia (SS 1 racc) è una strada statale italiana, funzionale al sistema tangenziale della Spezia.
Il raccordo è stato inaugurato il 2 dicembre 2013.

## Percorso
Si tratta del collegamento tra la strada statale 1 var/A Variante di La Spezia in corrispondenza dello svincolo di Castelletti e la viabilità ordinaria della città ligure, all'altezza di via Fontevivo.

### Tabella percorso
| Raccordo di La Spezia |                         |      |           |
| Tipo                  | Indicazione             | ↓km↓ | Provincia |
|                       | Variante di La Spezia   | 0,0  | SP        |
|                       | La Spezia Via Fontevivo | 0,7  | SP        |